# Leeds International Classic 1996
La 8e édition de la Leeds International Classic, auparavant nommée Wincanton Classic, a lieu le 18 août 1996. Remportée par l'Italien Andrea Ferrigato, de l'équipe Roslotto-ZG Mobili, elle est la septième épreuve de la Coupe du monde.

## Classement final
| Pos. | Cycliste            | Équipe             | Temps           |
| ---- | ------------------- | ------------------ | --------------- |
| 1    | Andrea Ferrigato    | Roslotto-ZG Mobili | 5 h 43 min 13 s |
| 2    | Maximilian Sciandri | Motorola           | + 1 s           |
| 3    | Johan Museeuw       | Mapei-GB           | + 20 s          |
| 4    | Lance Armstrong     | Motorola           | m.t.            |
| 5    | Michele Bartoli     | GB-MG Maglificio   | m.t.            |
| 6    | Davide Rebellin     | Polti              | m.t.            |
| 7    | Marco Fincato       | Roslotto-ZG Mobili | m.t.            |
| 8    | Andrea Tafi         | Mapei-GB           | m.t.            |
| 9    | Marco Milesi        | Brescialat-Verynet | + 1 min 1 s     |
| 10   | Stefano Colagè      | Refin-Mobilvetta   | + 1 min 9 s     |